# Kemse
Kemse (kroatisch Kemša) ist eine ungarische Gemeinde im Kreis Sellye im Komitat Baranya.

## Geografische Lage
Kemse liegt sieben Kilometer südöstlich der Kreisstadt Sellye und drei Kilometer nördlich der Grenze zu Kroatien. Nachbargemeinden sind Zaláta und Lúzsok.

## Sehenswürdigkeiten
- Reformierte Kirche
- Römisch-katholische Kapelle Magyarok Nagyasszonya

## Verkehr
Durch Kemse verläuft die Landstraße Nr. 5823. Es bestehen Busverbindungen nach Zaláta und über Lúzsok nach Vajszló. Der  nächstgelegene Bahnhof befindet sich in Sellye.